# 九姑乡
九姑乡，是中华人民共和国安徽省安庆市宿松县下辖的一个乡镇级行政单位。

## 行政区划
九姑乡下辖以下地区：
国赛村、油坊村、九姑村、杨茂村、杜溪村、新安村、白马村和单岭村。